# 대한민국 형사소송법 제12조
대한민국 형사소송법 제12조는 관할의 동일사건과 수개의 소송계속에 대한 형사소송법의 조문이다.

## 조문
제12조(동일사건과 수개의 소송계속) 동일사건이 사물관할을 달리하는 수개의 법원에 계속된 때에는 법원합의부가 심판한다.

第12條(同一事件과 數個의 訴訟係屬)同一事件이 事物管轄을 달리하는 數個의 法院에 係屬된 때에는 法院合議部가 審判한다.

## 참고 문헌
- 손동권 신이철, 새로운 형사소송법(초판, 2013), 세창, 2013. ISBN 9788984114081

## 같이 보기
- 합의부
- 시믈관할
- 관할
- 대한민국 형사소송법 제328조
- 대한민국 형사소송법 제326조